# Zwolle Pride
De Zwolle Pride is een feestelijk evenement in Zwolle, hoofdzakelijk met een inclusief homocultureel karakter. De Zwolle Pride is voor het eerst georganiseerd in 2019. De Pride wordt georganiseerd door de Stichting Zwolle Pride van initiatiefnemer Niek lá Mon. Het evenement heeft dan ook geen demonstratief of provocatief karakter, maar is een feestelijke gelegenheid voor alle Zwollenaren. Naast de parade zijn er ook diverse exposities te bewonderen, zoals een expositie over lgbt-rechten in de statenzaal. Verder hebben diverse artiesten en groepen opgetreden, waaronder Adlicious, Kai, Jody Bernal, OG3NE, Trinxx en Sieneke.

## Geschiedenis

### Zwolle Pride 2019
De eerste Zwolle Pride heeft in 2019 plaatsgevonden en duurde vier dagen waarbij er een parade door de binnenstad van Zwolle gehouden wordt, vergelijkbare met andere Pride evenementen zoals Pride Amsterdam.

### Coronapandemie
Vanwege de coronapandemie die sinds 2020 in Nederland rondwoekerde, heeft er in 2020 en 2021 geen Zwolle Pride meer plaatsgevonden. In 2020 is de Stichting Zwolle Pride failliet verklaard wegens gebrek aan perspectief. De eerstvolgende viering in gemeente Zwolle vond in 2022 plaats, op 26 tot en met 28 augustus. De organisaties Zwolle Pride en MYPodium organiseren het evenement.

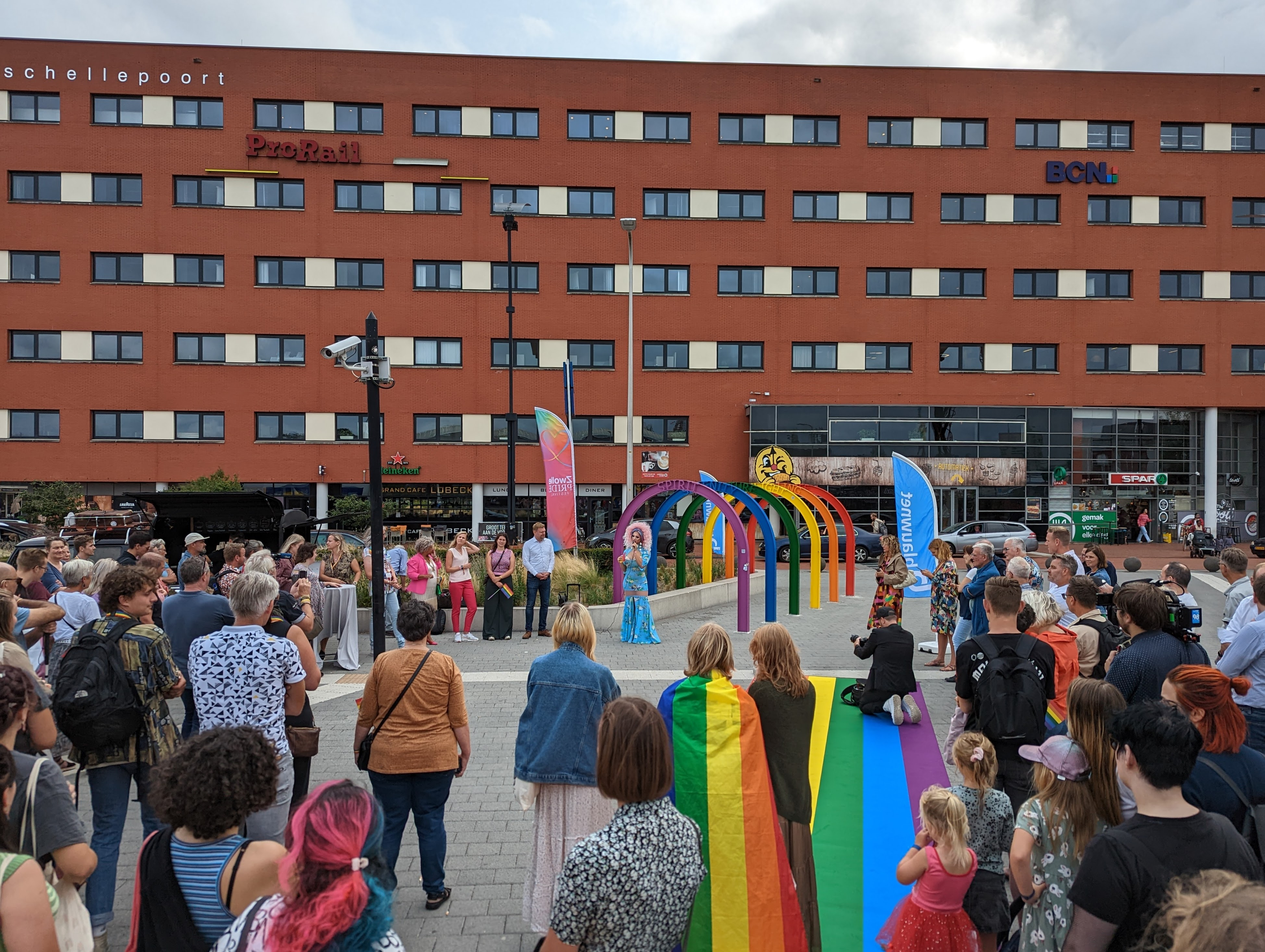
Officiële onthulling van de metalen regenbogen op 26 augustus 2022.

### Zwolle Pride 2022
De Zwolse pride in 2022 is afgetrapt op de zuidzijde van Station Zwolle, waarbij een nieuw monument officieel onthult werd; een zestal metalen bogen, elk in een van de kleuren van de pride-regenboog. Aanwezigen bij de onthulling hadden de mogelijkheid om een slotje te laten graveren, om vervolgens aan de bogen vast te zetten. De bogen zijn voorzien van de woorden: Spirit, Serenity, Nature, Sunlight, Healing en Life. Dit monument verving het regenboogzebrapad dat tussen 2016 en 2022 aan de zuidkant van het Zwolse station te zien was.

### Zwolle Pride 2023
De derde uitvoering van de Zwolle Pride vond plaats op 25, 26 en 27 augustus 2023. Hierbij hebben diverse losse evenementen plaatsgevonden, waaronder een dragverkiezing in poppodium Hedon. Op zaterdag 27 augustus vond een pride parade plaats, waarbij een optocht van voertuigen en voetgangers vanaf het Park de Wezenlanden door de binnenstad naar het Stadsstrand Zwolle, waar een podium was opgetuigd. Vele honderden mensen hebben deelgenomen aan de wandeltocht.

## Galerij

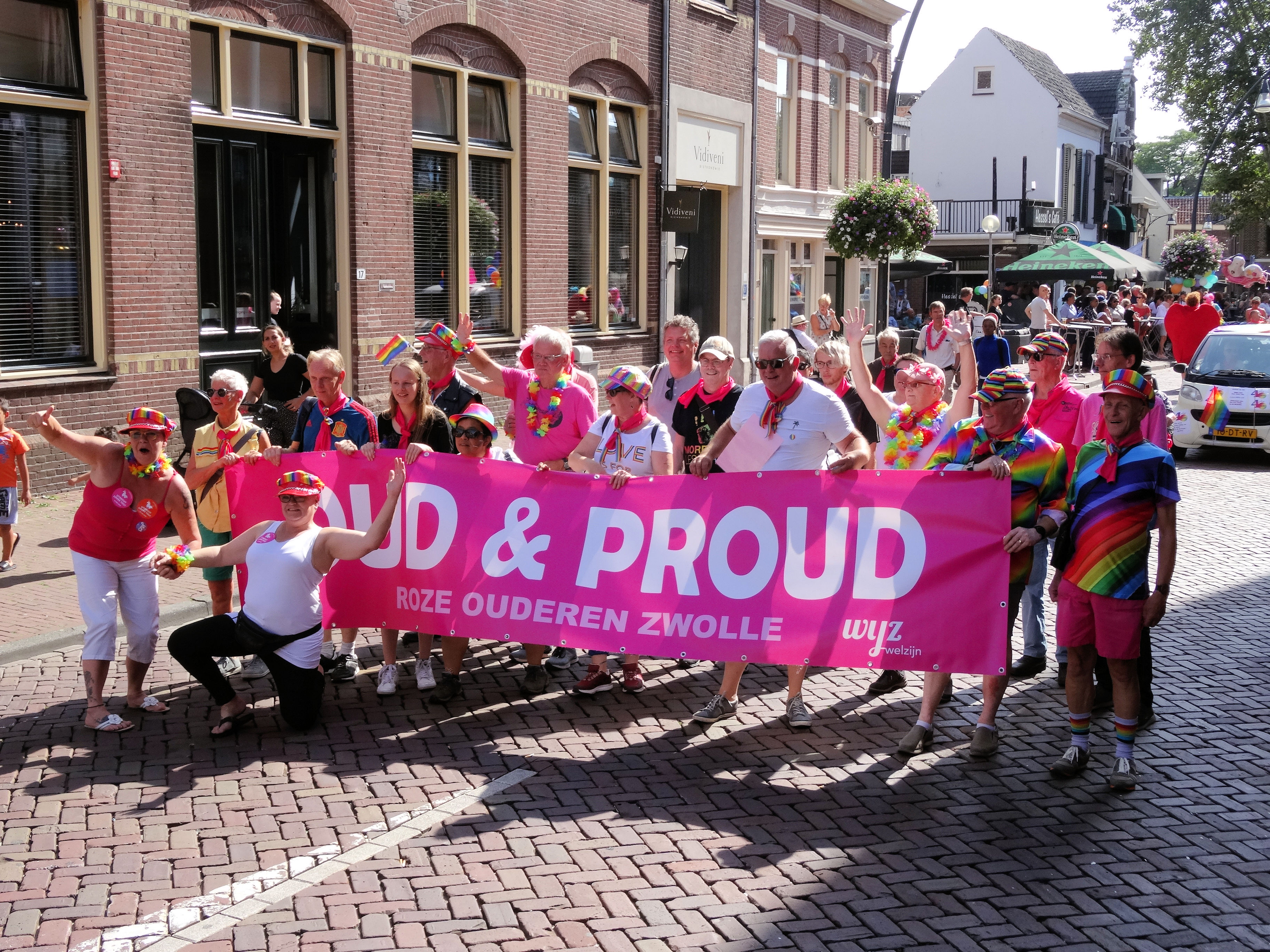
"Oud & proud" - actiegroep van lgbt-ouderen in 2019
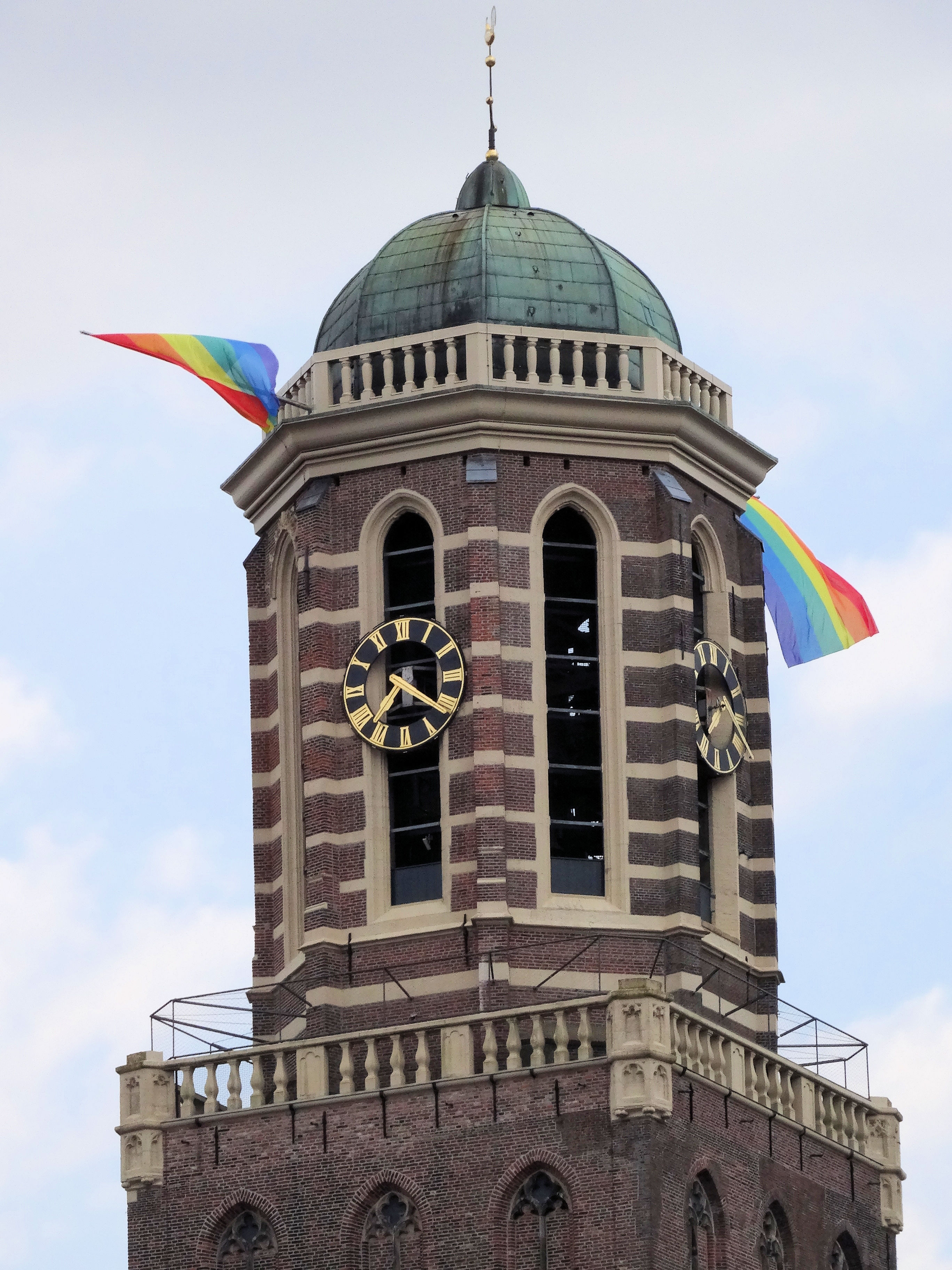
Regenboogvlaggen op de Peperbus in 2019
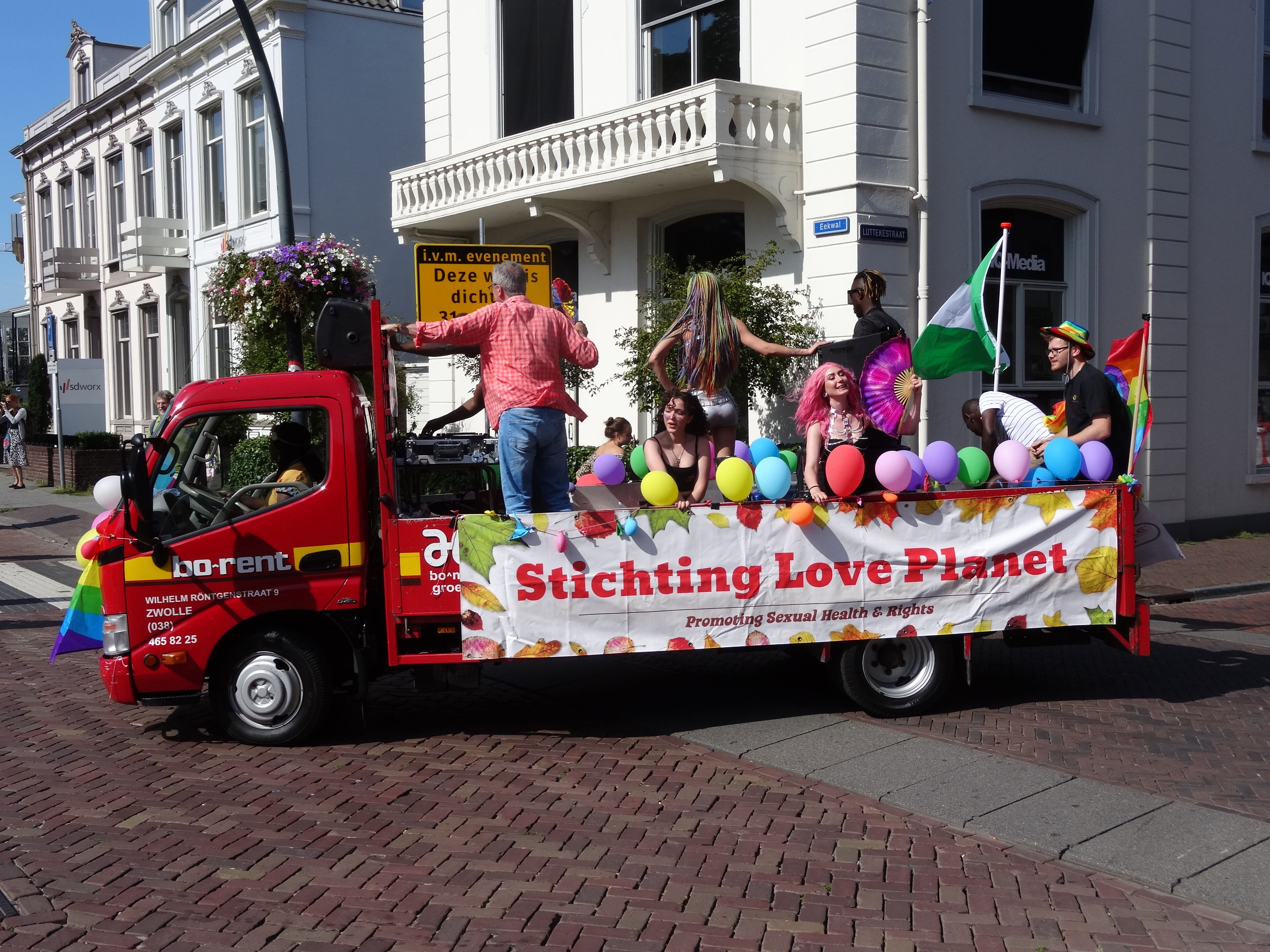
Stichting Love Planet in 2019
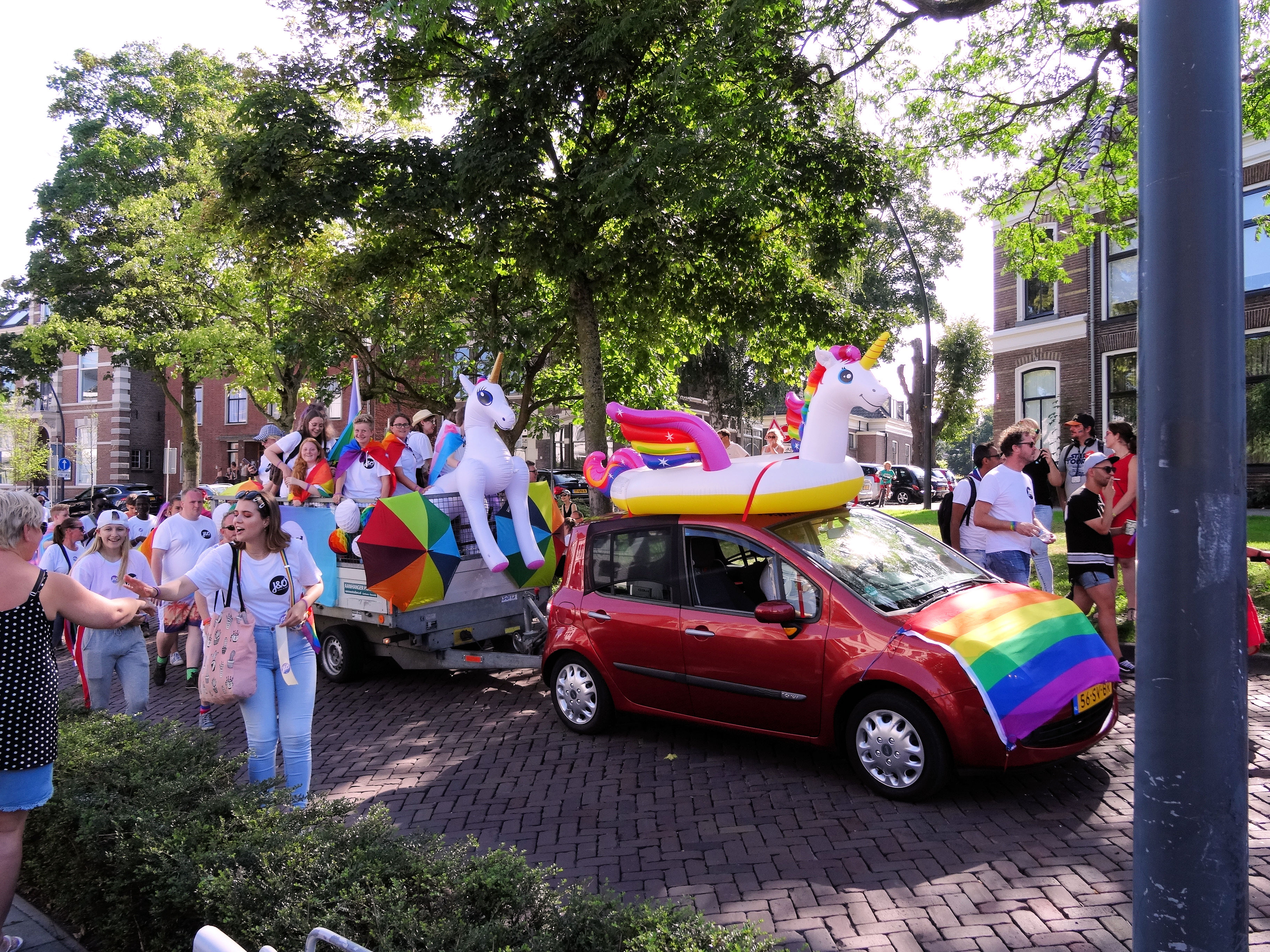
De parade door de binnenstad in 2019
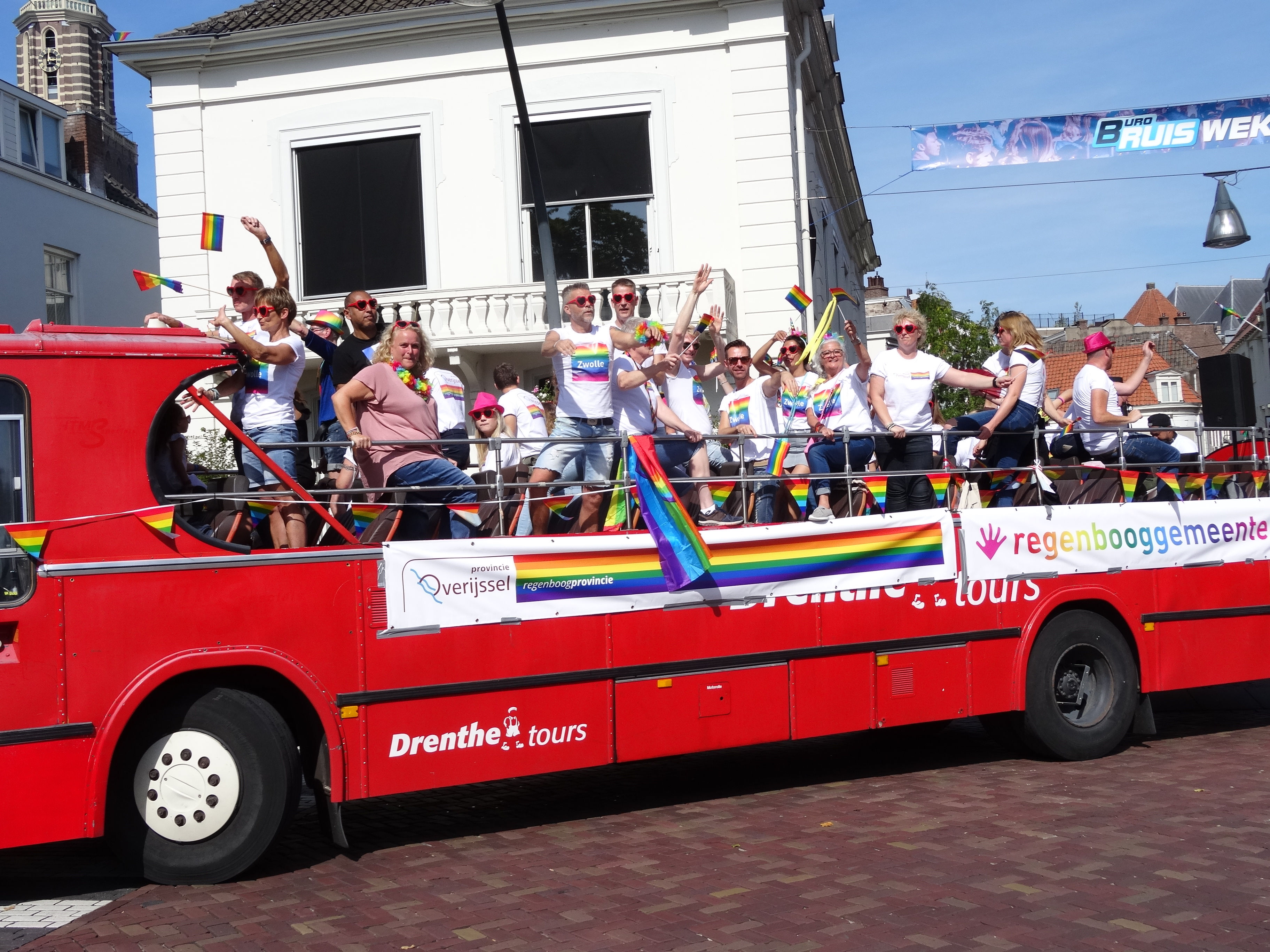
Touringbus met deelnemers in de parade in 2019
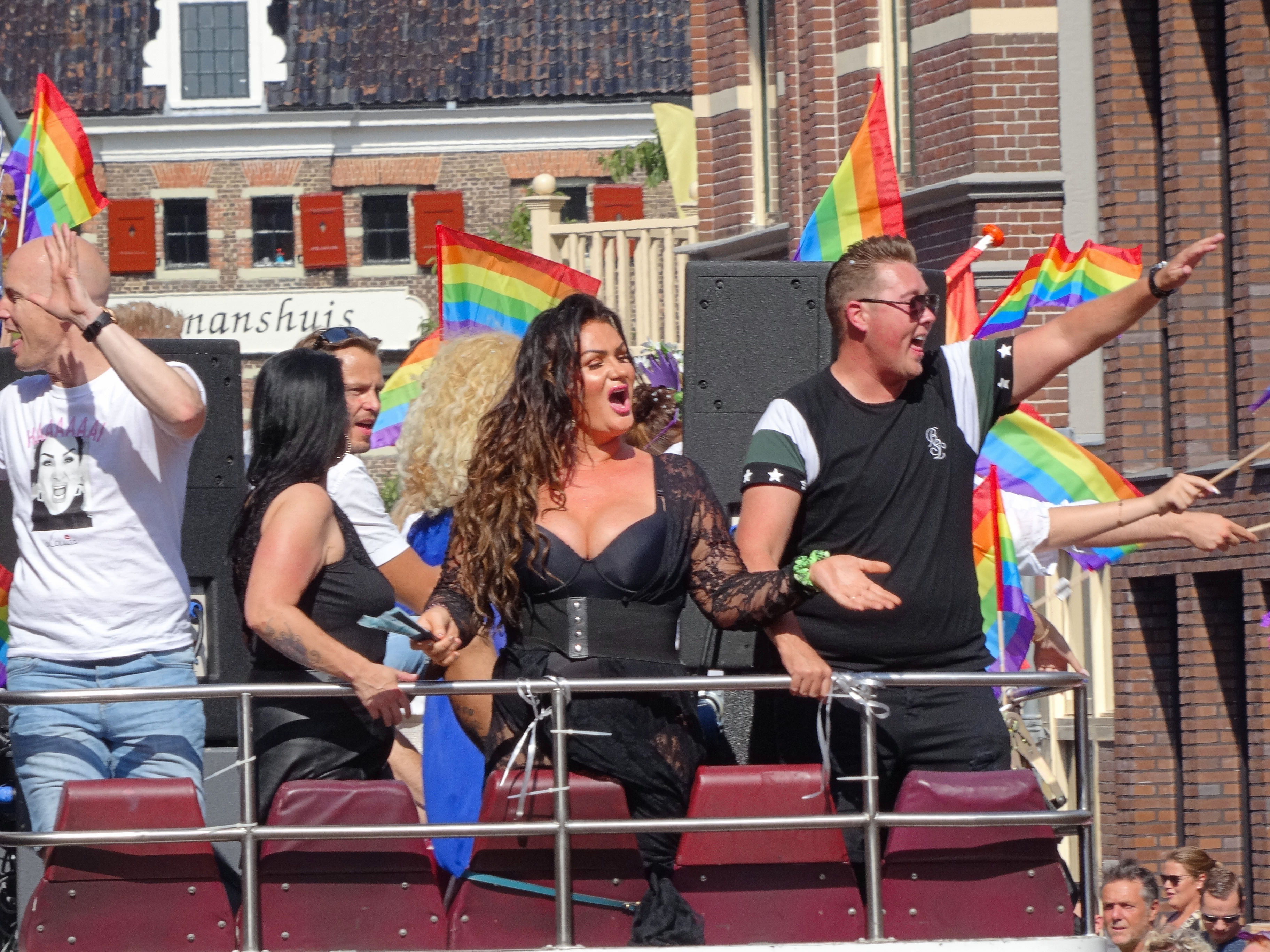
Bekend Nederlands stel Louisa Janssen en Rowan van de Bovenkamp in de parade in 2019
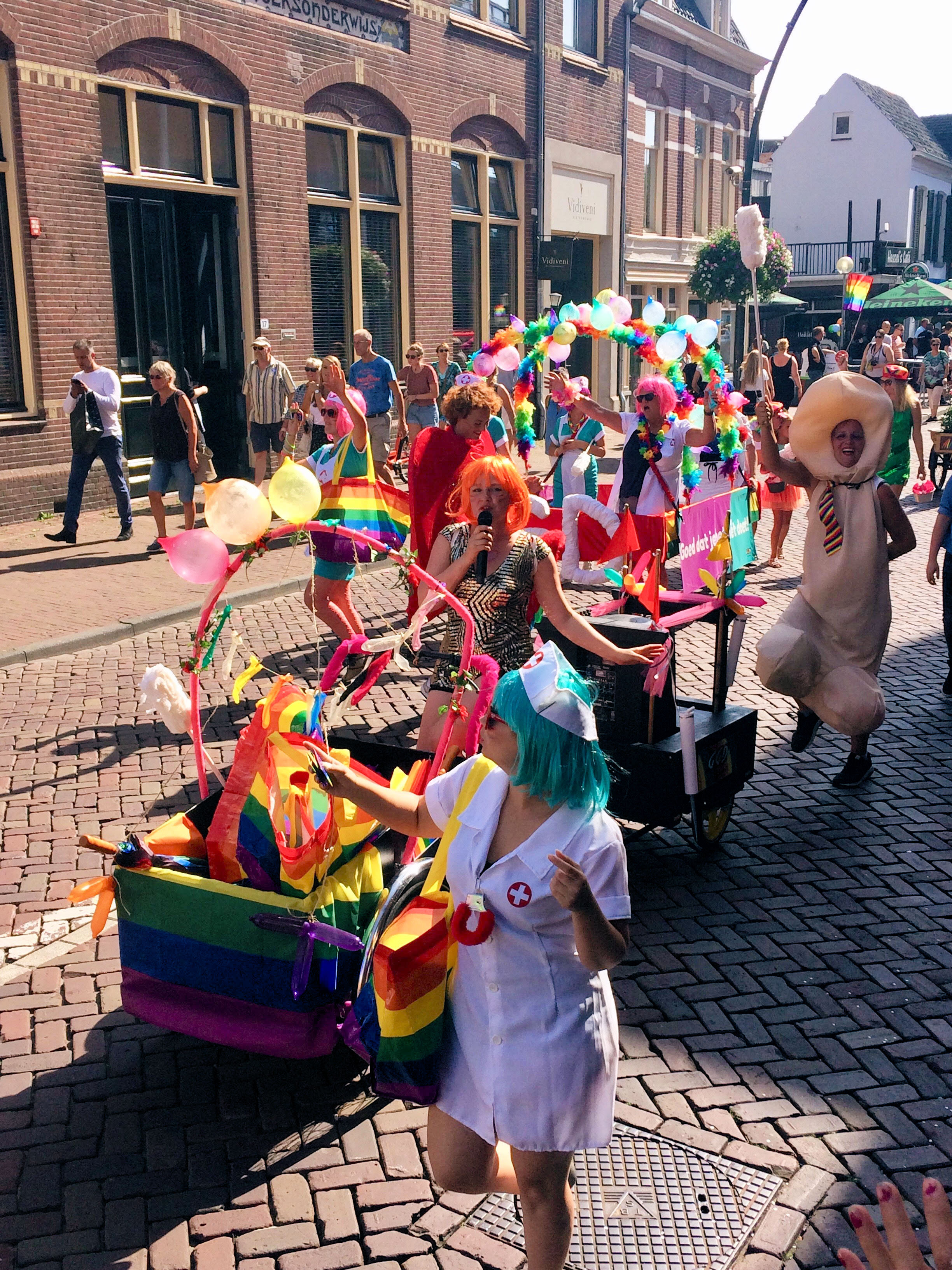
Feestgangers in de parade in 2019
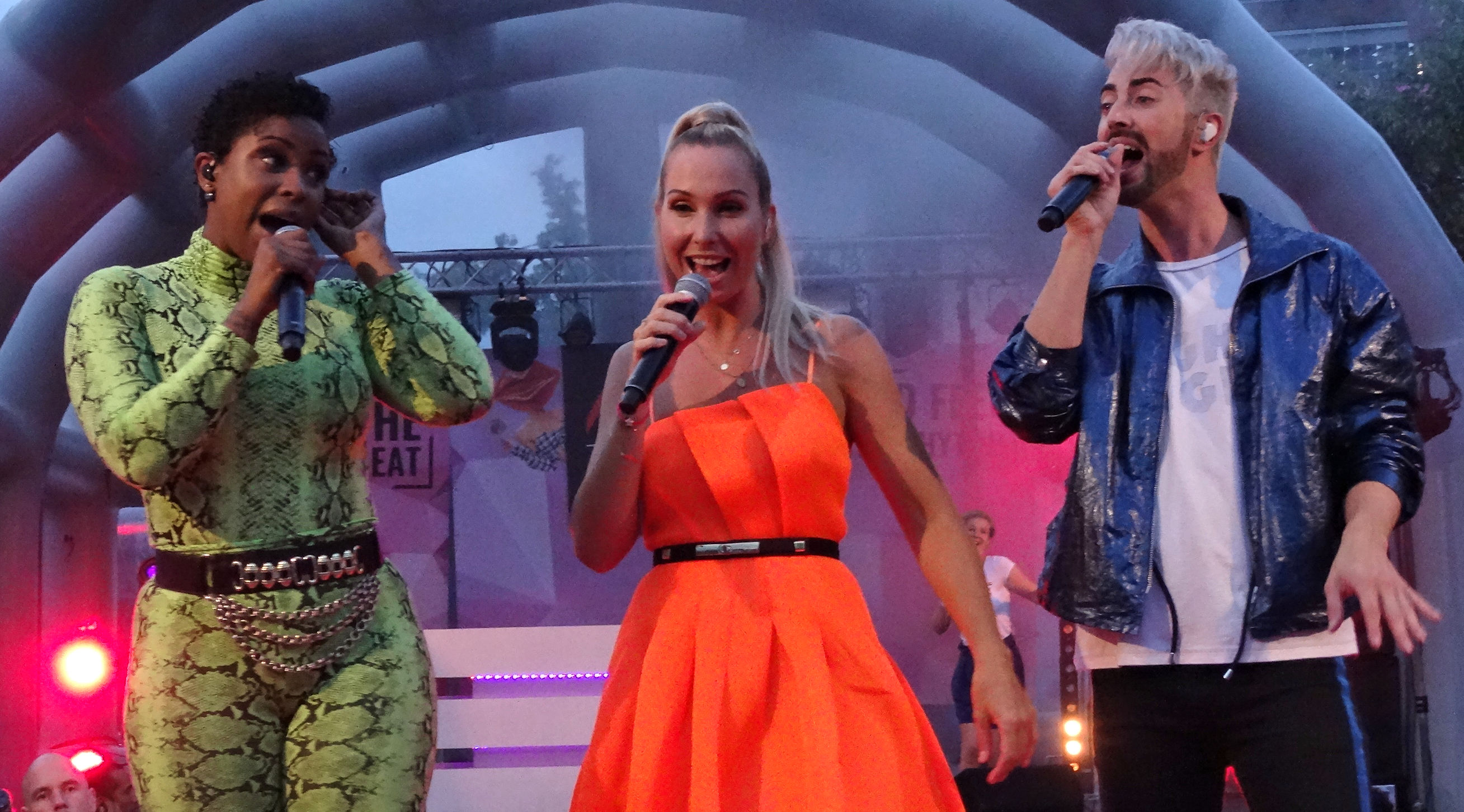
Optreden van Adlicious in 2019